# Heinrich Eppinger
Heinrich („Heino“) Hans Albin Eppinger (* 22. August 1897 in Braunau, Bezirk Braunau, Österreich-Ungarn; † 2. Januar 1990) war ein deutscher Jurist und Hochschullehrer.

## Leben
Er war der Sohn des Juristen, Landesadvokaten und Bezirksobmanns Heinrich Eppinger (* 1842 in Karolinenthal bei Prag; † 1913 in Braunau) und Neffe des österreichischen Politikers Karl Eppinger. 
Während seiner Zeit am Gymnasium in Reichenberg trat er der  Wandervogelbewegung teil. Nach Ausbruch des Ersten Weltkrieges wurde er zum österreichischen Heer einberufen und bis zum Leutnant befördert. An der Deutschen Universität Prag studierte Eppinger Rechtswissenschaften und promovierte zum Dr. jur. Danach blieb er als Assistent am Rechtswissenschaftlichen Seminar der Universität Prag.
1928 eröffnete er eine eigene Anwaltskanzlei in Reichenberg, wo er im Oktober 1938 den Einmarsch deutscher Truppen in die Tschechoslowakei und die Bildung des deutschen Reichsgaus Sudetenland erlebte. 1935 war er der Sudetendeutschen Partei beigetreten, deren Mitglieder auf Antrag von der NSDAP übernommen wurden. Als von den Nationalsozialisten zum 1. März 1939 das Oberlandesgericht Leitmeritz gebildet wurde, erfolgte seine Ernennung zum Oberlandesgerichtsrat und Leiter der Justizpressestelle.
Eppinger war u. a. Verteidiger des nach Dresden geflüchteten sudetendeutschen Volksforschers  Emil Lehmann (* 18. November 1880 in Turn bei Teplitz, Nordböhmen, Österreich-Ungarn; † 22. August 1964 in Loschwitz), zu dessen 60. Geburtstag er 1940 in Dresden die Festrede hielt.
Nach Ende des Zweiten Weltkrieges wurde er wie die meisten deutschen Einwohner aus der wiedergegründeten Tschechoslowakei ausgewiesen. Er ließ sich zunächst in Oldenburg (Oldb) nieder, wo er einen Lehrauftrag an der neugebildeten Hochschule für Arbeit, Politik und Wirtschaft erhielt. 1953 kehrte er in den Justizdienst zurück und war zunächst als Amtsgerichtsrat in Mannheim und dann als Amtsgerichtsdirektor in Karlsruhe tätig. 1963 wurde er pensioniert. 
Im Ruhestand widmete er sich der Anthroposophie, war als Schriftsteller tätig und hielt viele Vorträge. 1965 wurde er Mitgründer des Initiativkreises Karlsruhe. Daneben wurde er Mitarbeiter an den Kommenden und an den Blättern für Anthroposophie. 1973 zog er nach Freiburg im Breisgau, wo er noch viele Jahre bis zu einem Schlaganfall aktiv war.
Er war verheiratet mit Lea geborene Balke, die nach dem Zweiten Weltkrieg einige Zeit in Warsleben wohnte. Die 1934 in Reichenberg geborene gemeinsame Tochter Ursula starb im Januar 1946 im Kreiskrankenhaus Oschersleben (Bode).

## Schriften (Auswahl)
- Recht und Bildung. (Flugschrift zur Volkserziehung, 19), Kraus, Reichenberg 1937.
- Mikrofon im Strafprozess. In: Deutsches Strafrecht. Strafrecht, Strafrechtspolitik, Strafprozeß. 1937, S. 355 ff.
- Das Geheimnis der Zwölf und die Bedeutung des Dreizehnten. Freiburg i. Br. 1970.
- Die Übertreibung, das Kennzeichen unserer Zeit. Novalis-Verlag, Schaffhausen 1979.
- Humor und Heiterkeit im Leben und Werk Rudolf Steiners. Philosophisch-Anthroposophischer Verlag am Goetheanum, Dornach/Schweiz 1985.